# Okres Litoměřice
Der Okres Litoměřice  (deutsch: Bezirk Leitmeritz) in Tschechien ist ein Teil des nordböhmischen Ústecký kraj im Mündungsgebiet der Eger in die Elbe. Früher handelte es sich um eine offizielle Gebietskörperschaft, in etwa vergleichbar mit einem Landkreis in Deutschland. Nachdem die Okresy seit dem 1. Januar 2003 keine Verwaltungseinheiten mehr sind, leben die Begriffe gleichwohl als territoriale Bezeichnungen fort. Mit 1032 km² ist der Okres Litoměřice der größte in der Region. Er umfasst große Teile des Böhmischen Mittelgebirges und ist von den Flüssen Eger und Elbe geprägt, die dort zusammenfließen. Im Okres Litoměřice leben 119.357 Menschen (Stand 1. Januar 2023) in 105 Gemeinden (Obec) mit 271 Ortsteilen (část obcí).
Es handelt sich um ein sehr altes Siedlungsgebiet. Der Legende zufolge wurde es im 6. Jahrhundert zur Heimat der slawischen Stämme um deren Urvater Čech.
Drei Viertel der Fläche lassen sich landwirtschaftlich nutzen. Die bedeutendste Branche ist die chemische Industrie, gefolgt von Papier-, Baustoff- und Lebensmittelindustrie. Die Landwirtschaft spezialisiert sich auf den Obst- und Gemüseanbau, Hopfen- und Weinbau. Der Anteil der Beschäftigten in der Landwirtschaft ist der höchste im Kreis. Die Arbeitslosenquote liegt bei 12 %.
Durch neue Technologien und die Umstrukturierung in der Großindustrie sowie großflächiger Landwirtschaft kam es zur Entspannung in der Umweltbelastung.

## Städte und Gemeinden
(Städte sind fett markiert)
1. Bechlín

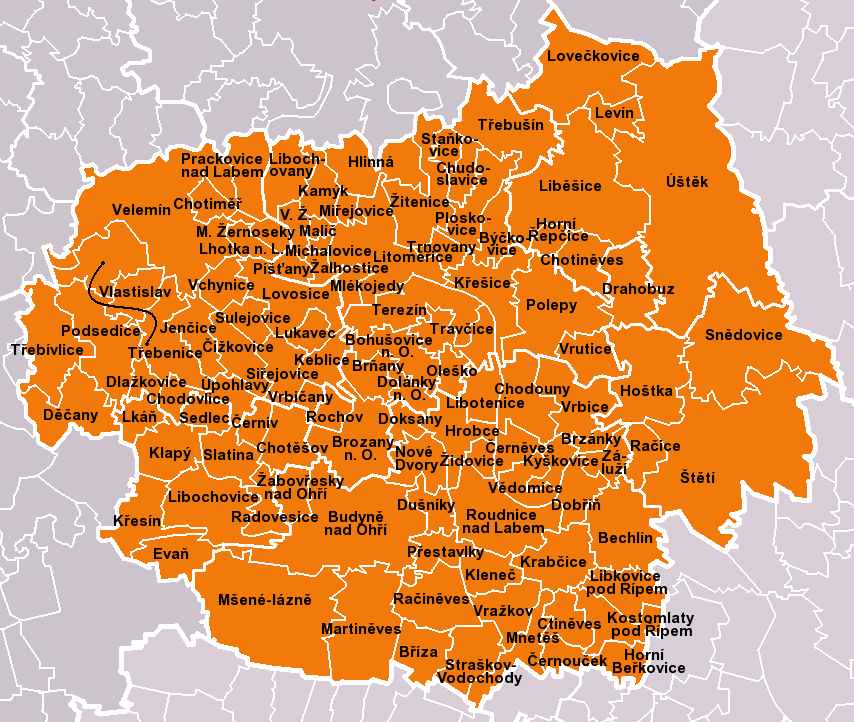
Städte und Gemeinden des Bezirks

2. Bohušovice nad Ohří (Bauschowitz a.d. Eger)
3. Brňany (Brnian)
4. Brozany nad Ohří (Brotzan)
5. Brzánky (Bresanken)
6. Bříza (Birke)
7. Budyně nad Ohří (Budin a.d. Eger)
8. Býčkovice (Pitschkowitz)
9. Ctiněves (Ctiniowes)
10. Černěves (Tschernowes)
11. Černiv (Tscherniw)
12. Černouček (Tschernoutschek)
13. Čížkovice (Tschischkowitz)
14. Děčany (Dietschan)
15. Dlažkovice (Dlaschkowitz)
16. Dobříň (Doberschin)
17. Doksany (Doxan)
18. Dolánky nad Ohří (Dolanek)
19. Drahobuz (Drahobus)
20. Dušníky (Duschnik)
21. Evaň (Eywan)
22. Hlinná (Hlinay)
23. Horní Beřkovice (Oberberschkowitz)
24. Horní Řepčice (Oberrepsch)
25. Hoštka (Gastorf)
26. Hrobce (Hrobetz)
27. Chodouny (Chodaun)
28. Chodovlice (Chodolitz)
29. Chotěšov (Chotieschau)
30. Chotiměř (Kottomir)
31. Chotiněves (Kuttendorf)
32. Chudoslavice (Kuteslawitz)
33. Jenčice (Jentschitz)
34. Kamýk (Kamaik)
35. Keblice (Keblitz)
36. Klapý (Klappay)
37. Kleneč (Klentsch)
38. Kostomlaty pod Řípem (Kostomlat unterm Georgsberg)
39. Krabčice (Krabschitz)
40. Křesín (Kschesin)
41. Křešice (Kreschitz)
42. Kyškovice (Kischkowitz)
43. Levín (Lewin)
44. Lhotka nad Labem (Welhota a.d. Elbe)
45. Liběšice (Liebeschitz)
46. Libkovice pod Řípem (Lipkowitz)
47. Libochovany (Libochowan)
48. Libochovice (Libochowitz)
49. Libotenice (Liboteinitz)
50. Litoměřice (Leitmeritz)
51. Lkáň (Welkan)
52. Lovečkovice (Loschowitz)
53. Lovosice (Lobositz)
54. Lukavec (Lukawetz)
55. Malé Žernoseky (Klein Zernosek)
56. Malíč (Malitschen)
57. Martiněves (Martinowes)
58. Michalovice (Michelsberg)
59. Miřejovice (Mirschowitz)
60. Mlékojedy (Deutsch Mlikojed)
61. Mnetěš (Netiesch)
62. Mšené-lázně (Mscheno)
63. Nové Dvory (Neuhof)
64. Oleško (Woleschko)
65. Píšťany (Pistian)
66. Ploskovice (Ploschkowitz)
67. Podsedice (Podseditz)
68. Polepy (Polep)
69. Prackovice nad Labem (Praskowitz a.d. Elbe)
70. Přestavlky (Pschestawlk)
71. Račice (Ratschitz)
72. Račiněves (Ratschinowes)
73. Radovesice (Radowesitz b. Libochowitz)
74. Rochov (Rochow)
75. Roudnice nad Labem (Raudnitz a.d. Elbe)
76. Sedlec (Sedletz b. Libochowitz)
77. Siřejovice (Schirschowitz)
78. Slatina
79. Snědovice (Schnedowitz)
80. Staňkovice (Stankowitz)
81. Straškov-Vodochody (Straschkow-Wodochau)
82. Sulejovice (Sullowitz)
83. Štětí (Wegstädtl)
84. Terezín (Theresienstadt)
85. Travčice (Trabschitz)
86. Trnovany (Trnowan)
87. Třebenice (Trebnitz)
88. Třebívlice (Trieblitz)
89. Třebušín (Triebsch)
90. Úpohlavy (Opolau)
91. Úštěk (Auscha)
92. Velemín (Welemin)
93. Velké Žernoseky (Groß Tschernosek)
94. Vědomice (Wiedomitz)
95. Vchynice (Wchinitz)
96. Vlastislav (Watislaw)
97. Vražkov (Wraschkow)
98. Vrbice (Wrbitz)
99. Vrbičany (Worwitschan)
100. Vrutice (Webrutz)
101. Záluží (Salusch)
102. Žabovřesky nad Ohří (Schaborschesk)
103. Žalhostice (Czalositz)
104. Židovice (Schidowitz)
105. Žitenice (Schüttenitz)

## Historische Gebäude und Sehenswürdigkeiten (Auswahl)
- Wasserburg Budyně – Budyně nad Ohří
- Kloster Doksany – Komplex des ehemaligen Frauenklosters der Prämonstratenser – Doksany
- Burg Házmburk – Ruine aus dem 13. Jahrhundert; Wahrzeichen des Böhmischen Mittelgebirges – Klapý
- Schloss Libochovice – Frühbarockes Schloss – Libochovice
- Burg Šebín – Reste der Burg aus dem 13. Jahrhundert – Libochovice
- Kirche sv. Kateřiny Alexandrijské – Barockkirche – Libotenice
- Denkmalgeschützte Städte Litoměřice (Galerie, Máchův památník), Terezín (Kleine Festung) und Úštěk
- Schloss Ploskovice – Barockschloss – Ploskovice
- Georgskapelle auf dem Berg Říp
- Kloster Roudnice nad Labem – Ehemaliges barockes Kloster der Augustiner – Roudnice nad Labem
- Schloss Roudnice nad Labem – Barockschloss, ursprünglich Bischofsburg im romanischen Baustil und Galerie – Roudnice nad Labem
- Windmühle Siřejovice – Ruine der Windmühle, gebaut im holländischen Stil – Siřejovice
- Kleine Festung Theresienstadt, Brückenkopf – Barockfestung, Konzentrationslager Theresienstadt – in Terezín
- Museum des böhmischen Granats in Třebenice
- Helfenburg – Romantische Ruine aus dem 14. Jahrhundert – Úštěk
- Ronburg – Romantische Ruine aus dem 14. Jahrhundert – Ronov
- Burg Opárno – Ruine der Burg aus dem 14. Jahrhundert – Velemín